# Рязанцев Микола Тимофійович
Микола Тимофійович Рязанцев — ветеран Другої світової війни, Відмінник Воєнно-морського будівництва, письменник, поет.

## Біографія
Народився на Північному Кавказі в Ставропольському краї. Коли з'явився на світ — не знає ніхто. Він сам згадує, що коли пішов у перший клас, то попросили свідоцтво про народження. У батьків його не було. Потрібно було брати документ у сільраді, та виникла перепона з датою народження. Батьки пам'ятали тільки, що хлопчик народився на «зимового Миколу», а року не пригадували. Відправляючи малого Миколу до сільради, мати порадила сказати, що народився у 1924 р. чи у 1926 р., але хлопець чомусь вирішив назвати 1926 р. А день народження придумав собі сам вже аж у 1946 р. — 6 листопада, у переддень чергової річниці перемоги Великої Жовтневої революції.
У Рязанцевих була велика сім'я — четверо дітей. Його батько у лейб-гвардійському Семенівському полку прослужив і провоював всю Першу світову війну і дослужився до чину вахмістра.

## Трудовий шлях
У 1941-1942 рр., у п'ятнадцятирічному віці, Микола працював обліковцем на молочній фермі, а далі — після закінчення курсів трактористів — у тракторній бригаді, а у 1943 р., коли хлопцеві виповнилося 17, його призначили начальником Воєнно-навчального пункту села Воздвиженського, що у Ставропольському краї, звідки родом. Там він навчав дівчат та хлопців військовому ремеслу: хлопців, серед яких були й значно старші за нього, — стрілецькій справі, а дівчат — регулюванню руху на воєнно-польових дорогах. Три перші групи стрільців відправив на поля бою, а дві групи дівчат не встиг, оскільки сам потрапив на фронт.
Спочатку його направили на 6 місяців до снайперської школи, у якій було 13 рот по 280 чоловік, а у 1944 р. зовсім юного Миколу відправляють кулеметником в автоматну роту на Перший білоруський фронт, де він разом з іншими достойно тримав оборону. Далі фронтова дорога водила його різними шляхами, довелося повоювати і у складі польової полкової розвідки, де проявив неабиякий героїзм: врятував пораненого командира та привів двох полонених німців.
У бою за звільнення Варшави був важко поранений і з середини січня до кінця березня провів у госпіталі. Після госпіталю Миколу Тимофійовича призначають командиром відділення у другу танкову роту. Закінчив наш ветеран війну під стінами Рейхстагу. Та бій під Берліном ветеранові запам'ятався найбільше, адже нагадує про себе і до сьогодні. Саме там вибухом фауст-патрона Миколу Тимофійовича оглушило, і тепер він носить два слухових апарати — як згадку про криваві воєнні події у фашистській столиці.
10 років разом з десятками тисяч радянських молодих людей будували на Кольському півострові, острові Нова Земля, у Мурманську, Архангельську, на півострові Ямал і Таймир не тільки упорядковані поселення, але й великі міста з 4-6-поверховими будинками; бази для ракет стратегічного призначення; електростанції; цементні, цегельні, суднобудівні і судноремонтні заводи.

## Нагороди
Ветеран нагороджений великою кількістю грамот, двома орденами Червоної Зірки, Орденом вітчизняної війни I-го ступеня, Орденом за мужність, медаллю за бойові заслуги, медаллю за звільнення Варшави та медаллю за взяття Берліна, 25 вітчизняними медалями та 2 зарубіжними.

## Творчість
Автор численних статей у газеті «Комуніст Поділля» та 4 книг: «Время и жизнь» (2011); «Вспоминая прожитое» (2011); «Годы легендарные позабыть нельзя» (2012); «Победный март 1944 года на Подолье» (2013). Ініціатор створення у місті Хмельницькому Алеї Слави, яка носить назву «Герої Радянського союзу. Місце подвигу — Хмельниччина». Алея була урочисто відкрита 25 березня 2014 р. біля Меморіалу Слави на Виставці під час відзначення 70-ї річниці визволення Хмельниччини від фашистських окупантів.